# A Very Secret Service
A Very Secret Service (en francés: Au service de la France) es una serie francesa de comedia dramática creada por Jean-François Halin, Claire Lemaréchal y Jean-André Yerles. Fue producida por Mandarin Television y distribuida en
Francia por Arte, y por Netflix a nivel mundial.

## Argumento
En 1960, el joven André Merlaux, es aceptado para formar parte del entrenamiento para ingresar al Servicio Secreto Francés. Su desempeño será vigilado por el director, Moïse, mientras es asesorado por sus compañeros Moulinier (a cargo de los asuntos referentes a África), Jacquard (Argelia), y Calot (Europa del Este). Todo esto, en medio de la Guerra Fría, el proceso de independización de las colonias francesas, la guerra de Independencia de Argelia y la posición de Francia como Superpotencia en crisis.

## Elenco

### Principales
- Hugo Becker como André Merlaux, un joven que aspira a ser parte del Servicio Secreto Francés.
- Wilfred Benaïche como el Coronel Maurice Mercaillon.
- Christophe Kourotchkine como Georges Préjean, "Moïse".
- Mathilde Warnier como Sophie Mercaillon, hija del coronel y novia de Merlaux.
- Karim Barras como Jacky Jacquard, agente encargado de Argelia.
- Bruno Paviot como Roger Moulinier, agente encargado de África. Al igual que Jacquard, no suele estar muy interesado en trabajo.
- Jean-Édouard Bodziak como Jean-René Calot, histriónico agente encargado de Europa Oriental. Es tanto anticomunista como antiamericano, por lo que se convierte en una amenaza para ambos bloques, hasta el punto de sufrir intentos de homicidio en la Alemania Democrática y en la Alemania Federal.

### Secundarios
- Joséphine de La Baume como Señora Clayborn.
- Marie-Julie Baup como Marie-Jo Colin.
- Antoine Gouy como Henri Lechiot / Hervé Gomez / Schmid.
- Julie Farenc como Nathalie.
- Philippe Resimont como el Padre Jean, el padre adoptivo de André.
- Khalid Maadour como Moktar, el amigo argelino de Jacquard.
- Stéphanie Fatout como Irène Mercaillon, la mujer del Colonel.
- Baptiste Sornin como Plantón, empleado de la recepción.

## Trasfondo
La serie es una parodia de los programas de televisión de espías. Aquí los agentes, lejos de ser hombres ejemplares y preocupados por Francia, son flojos, desinteresados y vividores. De igual forma, se realiza una sátira hacia una Francia en plena decadencia que intenta amarrar de todos los modos posibles a sus colonias africanas, especialmente Argelia.